# Рубен Собріно
Рубен Собріно Посуело (*1 червня 1992, Дайм'єль, Іспанія) — іспанський футболіст, нападник футбольної команди «Кадіс».

## Титули і досягнення
- Володар Кубка Іспанії (1):

Валенсія: 2018-19